# Glam Slam
Glam Slam è un singolo del cantautore statunitense Prince, pubblicato nel 1988 ed estratto dall'album Lovesexy.

## Tracce
- 7"

1. Glam Slam
2. Escape

## Classifiche
| Classifica (1988) | Posizione massima |
| ----------------- | ----------------- |
| Belgio (Fiandre)  | 17                |
| Germania          | 33                |
| Irlanda           | 11                |
| Italia            | 23                |
| Nuova Zelanda     | 12                |
| Paesi Bassi       | 9                 |
| Regno Unito       | 29                |
| Stati Uniti (R&B) | 44                |